# Xue Saifei
Pour les articles homonymes, voir Xue.
Dans ce nom chinois, le nom de famille, Xue, précède le nom personnel.
Xue Saifei est un coureur cycliste chinois, né le 24 novembre 1988 et spécialiste de la piste.

## Palmarès sur piste

### Championnats du monde
- Hong Kong
  - 15e de la poursuite par équipes

### Championnats d'Asie
- New Dehli 2017
  -  Champion d'Asie de poursuite par équipes (avec Fan Yang, Qin Chenlu et Yuan Zhong)

### Championnats nationaux
- 2015
  -  Champion de Chine de poursuite par équipes (avec Yuan Zhong, Fan Yang et Qin Chenlu)